# La rumeur court…
Pour les articles homonymes, voir La Rumeur.
Pour plus de détails, voir Fiche technique et Distribution.
La rumeur court… (Rumor Has It…) est une comédie romantique américaine réalisée par Rob Reiner, sortie en 2005.

## Synopsis
En 1997, Sarah Huttinger qui vient de se fiancer, se rend compte que des histoires de sa famille ont inspiré le film Le Lauréat. Elle essaye alors de chercher des traces de ses origines.

## Fiche technique
Sauf indication contraire, les informations mentionnées dans cette section peuvent être confirmées par la base de données cinématographiques IMDb,  présente dans la section « Liens externes ».
- Titre original : Rumor Has It…
- Titre français : La rumeur court…
- Réalisation : Rob Reiner
- Scénario : Ted Griffin
- Décors : Thomas E. Sanders
- Photographie : Peter Deming
- Montage : Robert Leighton
- Musique : Marc Shaiman
- Production : Ben Cosgrove et Paula Weinstein
- Production déléguée : Len Amato, Bruce Rand Berman, George Clooney, Jennifer Fox, Robert Kirby, Michael I. Rachmil et Steven Soderbergh
- Sociétés de production : Village Roadshow Pictures et Section Eight Productions
- Société de distribution : Warner Bros. Pictures
- Pays de production :  États-Unis
- Langue originale : anglais
- Format : couleur - 1,85:1 - DTS / Dolby Digital / SDDS - 35 mm
- Genre : comédie romantique
- Durée : 96 minutes
- Dates de sortie :
  - Allemagne : 22 décembre 2005
  - Canada, États-Unis : 25 décembre 2005
  - France : 11 janvier 2006
  - Belgique : 18 janvier 2006

## Distribution
- Jennifer Aniston (VF : Charlotte Valandrey ; VQ : Isabelle Leyrolles) : Sarah Huttinger
- Kevin Costner (VF : Bernard Lanneau ; VQ : Marc Bellier) : Beau Burroughs
  - Trevor Stock : Beau, adolescent
- Shirley MacLaine (VF : Arlette Thomas ; VQ : Claudine Chatel) : Katharine Richelieu
  - Lisa Vachon : Katharine, adolescente
- Mark Ruffalo (VF : Alexis Victor ; VQ : Sylvain Hétu) : Jeff Daly
- Richard Jenkins (VF : Philippe Catoire ; VQ : Jean-Marie Moncelet) : Earl Huttinger
- Christopher McDonald (VF : Jean-Pascal Quilichini ; VQ : Daniel Picard) : Roger McManus
- Mena Suvari (VF : Agathe Schumacher ; VQ : Camille Cyr-Desmarais) : Annie Huttinger
- Mike Vogel (VF : Taric Mehani ; VQ : Philippe Martin) : Blake Burroughs
- Steve Sandvoss : Scott
- Jennifer Bini Taylor : Jocelyn Richelieu
- Jenny Wade : Nikki
- Erinn Bartlett : Donna
- Avec la participation des non crédités :
  - Kathy Bates (VF : Monique Thierry) : la tante Mitzi
  - George Hamilton : lui-même

## Production

### Développement et choix des interprètes
Le scénariste Ted Griffin devait effectuer sur ce film ses débuts en tant que réalisateur, mais le studio l'évinça du projet au profit de Rob Reiner, sans qu'aucune raison ne soit annoncée.
Le comédien George Hamilton y apparaît dans son propre rôle.

### Tournage
Le tournage a lieu à Los Angeles, Pasadena et San Francisco, en Californie.

### Musique
- Thème du film Ils n'ont que vingt ans (A Summer Place), composé par Max Steiner
- Secret Love, composé par Sammy Fain et Paul Francis Webster
- Sunporch Cha Cha Cha, composé par Dave Grusin
- Black Sheep, interprété par Nellie McKay
- Bloody Mary, composé par Richard Rodgers et Oscar Hammerstein II
- I Love How You Love Me, interprété par The Paris Sisters
- Mrs. Robinson, interprété par The Lemonheads
- Cultivating the Land, interprété par The Hubei Song and Dance Ensemble
- Are We In Trouble Now, interprété par Randy Travis
- BB Blues, interprété par Nellie McKay
- Just One of Those Things, interprété par Nellie McKay
- Pasadena Girl, interprété par Nellie McKay
- After You've Gone, composé par Henry Creamer et Turner Layton
- Moonlight Serenade, interprété par Freddy Martin and His Orchestra
- In the Mood, interprété par Joe Loss and His Orchestra
- So Tired, interprété par Kay Starr
- I'm Beginning To See The Light, interprété par Duke Ellington
- As Time Goes By, composé par Herman Hupfeld
- The Good, The Bad and The Ugly, composé par Ennio Morricone
- Face of a Faith, interprété par Nellie McKay
- Baby, You've Got What It Takes, interprété par Nellie McKay et Taj Mahal

## Accueil

### Sorties
Le film sort en avant-premier en Allemagne, le 22 décembre 2005. Le Canada et les États-Unis le regardent dès le 25 décembre 2005.
Quant à l’Europe, il sort le 11 janvier 2006 en France et le 18 janvier 2006 en Belgique.

### Box office
Ce film est celui qui a connu la plus grosse différence de revenus de la première semaine à la seconde dans un nombre de salle de cinéma limité. En effet, lors de sa première semaine, aux États-Unis, il a récolté 3 473 155 de dollars alors que lors de sa seconde semaine, il est passé à 9 364 661 de dollars, soit une évolution de 169,6 % d'une semaine à l'autre, ce qui est un record.